# Henry Parker (10e baron Morley)
Henry Parker, 10e baron Morley (vers 1486 à Great Hallingbury, Essex - 27 novembre 1556 à Morley Grove, Harlow, Harlow, Essex) est un pair et traducteur anglais.

## Biographie
Henry Parker est le fils d'Alice Parker, 9e baronne Morley, née Lovel (c. 1467-1518) et de Sir William Parker, qui est conseiller privé et porte-drapeau du roi Richard III.
Il rejoint très jeune la maison de Marguerite Beaufort, mère de Henry VII, qu'il sert pendant des années et dont il devient un protégé. Après le décès de son père, lorsque sa mère se remarie avec Sir Edward Howard, Lady Marguerite verse 500 marks à celui-ci pour s'assurer qu'Henry hérite des terres de Sir William Parker. Elle paie également les études d'Henry à Oxford après son mariage et garde sa femme et ses deux enfants dans sa maison pendant son absence.
Henry Parker épouse Alice St John, petite-fille de John St John (1426-1498) et d'Alice Bradshaigh, arrière petite-fille d'Oliver St John et de sa femme Margaret Beauchamp de Bletsoe.
il a un fils, Henry, anobli lors du couronnement d'Anne Boleyn et décédé le 6 janvier 1552 du vivant de son père. En conséquence, le petit-fils d'Henry Parker, 10e baron Morley (nommé Henry également) succède directement à son grand-père en tant que baron Morley. Il a également deux filles : Margaret, épouse de John Shelton et Jane, épouse de George Boleyn, vicomte Rochford, frère de la seconde épouse d'Henri VIII, Anne Boleyn.
Henry Parker hérite du titre de Lord Morley en 1518, à la mort de sa mère ; il est convoqué au parlement d'Henry VIII en 1530 sous le titre de Lord Morley, Baron de Rhie. Il semble que ce titre de noblesse ait été laissé un temps en déshérence car son père, William Parker, qui a combattu au côté de Richard III (contre Henry VII) lors de la bataille de Bosworth, n'a jamais été convoqué au Parlement en tant que Lord Morley. Il est probable que le titre de Lord Morley ait été rétabli par Henri VIII pour Henry Parker grâce au soutien indéfectible de Margaret Beaufort.
En tant que pair, il devrait participer aux joutes et aux guerres, et il est nécessairement impliqué dans la mobilisation de troupes, mais il ne se risque jamais à s'engager personnellement dans ces activités guerrières. Il ne prend d'ailleurs pas part aux campagnes de 1510 et 1520 et délègue son fils ainé lors de l'invasion de la France en 1544. C'est donc principalement avec sa plume qu'il va servir le roi, en tant qu'écrivain et traducteur de textes classiques. Le 13 juillet 1530 il signe la lettre envoyée par les pairs au Pape Clément VII pour lui demander de prononcer le divorce du roi avec Catherine d'Aragon.

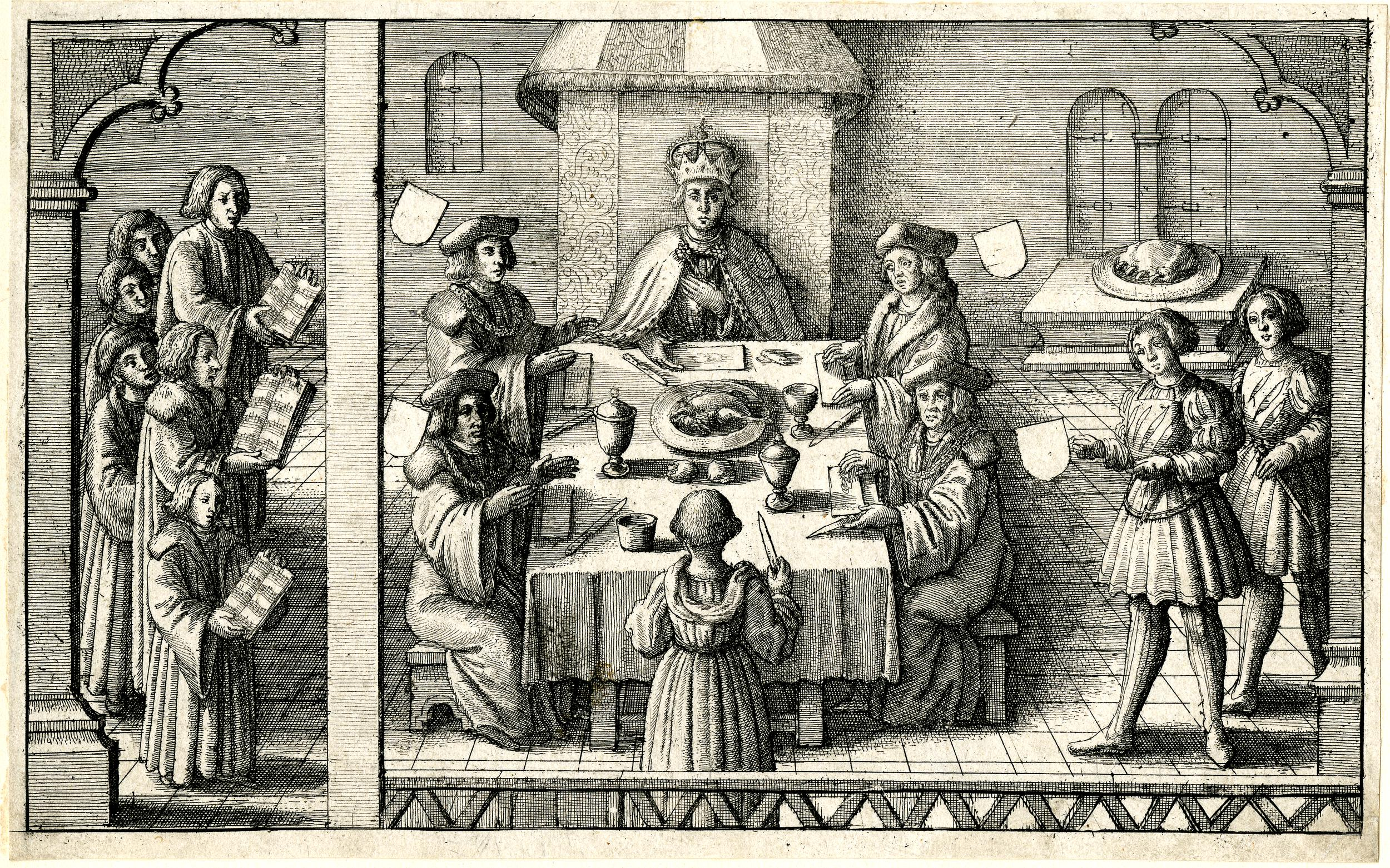
Diner à l'occasion de l'investiture de Ferdinand I, Wenceslas Hollar

Henry Parker assiste au couronnement d’Henry VIII en 1509, aux rencontres du Camp du Drap d'Or avec François Ier puis de Gravelines avec Charles Quint en 1520, au baptême du prince Édouard et aux funérailles de la reine Jeanne en 1537, aux réceptions lors du mariage du roi avec Anne de Clèves en 1540 et aux négociations pour le traité d'Ardres en 1546.
En 1523, Henry Parker est envoyé comme ambassadeur en Allemagne pour présenter l'ordre de la Jarretière à l'archiduc Ferdinand (futur Ferdinand Ier, empereur romain germanique). Henry Parker est un homme de lettres qui a notamment traduit des écrits de Plutarque, Sénèque, Cicéron et autres en anglais. Ses travaux de traduction font encore aujourd'hui l'objet d'études académiques. Parallèlement à ses traductions il rédigera notamment le « Récit des miracles du sacrement » à l'attention de la Reine Marie I.
Il est nommé chevalier du Bain le 29 septembre 1553.

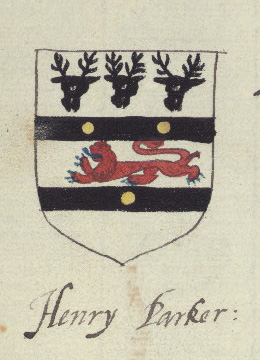
Le blason de Henry Parker

Henry Parker fait partie du jury lors de différents procès pour trahison menés sous le règne d'Henri VIII, notamment lors du procès de son gendre, George Boleyn, et de celui de la sœur de George, la reine Anne Boleyn. Sur les six personnes exécutées lors de la chute d'Anne Boleyn, Henry Parker avait des liens avec la moitié d'entre elles.